# Cratere Zuni
Zuni  è un cratere sulla superficie di Marte.